# Geoffroy de Servon
 (septembre 2022).
 (septembre 2022).
Si vous disposez d'ouvrages ou d'articles de référence ou si vous connaissez des sites web de qualité traitant du thème abordé ici, merci de compléter l'article en donnant les références utiles à sa vérifiabilité et en les liant à la section « Notes et références ».

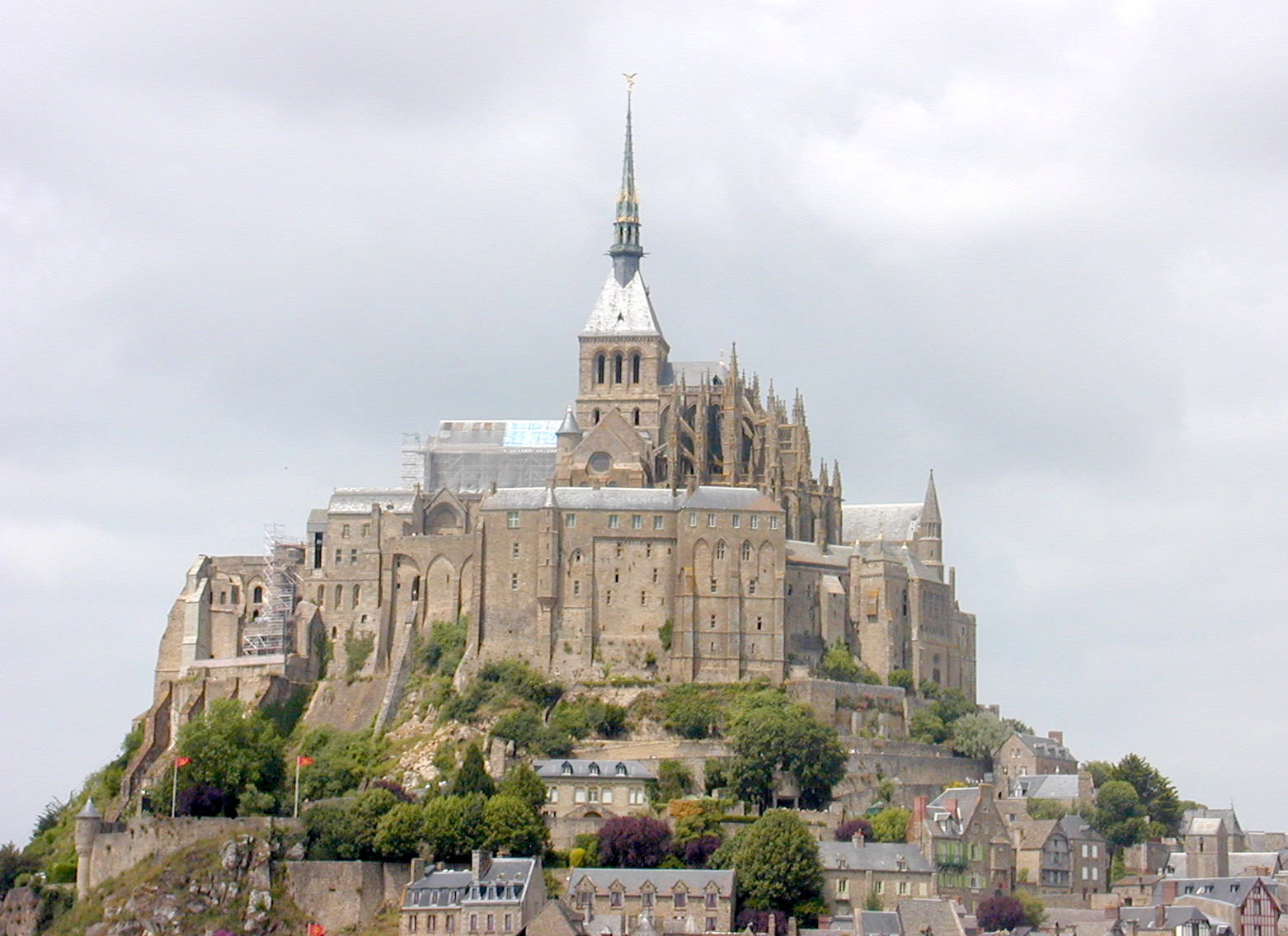
Le mont Saint-Michel.

Geoffroy de Servon, né au XIIIe siècle et mort le 24 juin 1386, est un bénédictin français, vingt-neuvième abbé du Mont Saint-Michel, de 1363 à 1386.

## Biographie
Le bruit des armes, dont retentissait la France occidentale aux prises avec la guerre de Cent Ans et la nécessité sous laquelle était placé le Mont Saint-Michel de résister sans cesse aux efforts des Anglais ne furent sans doute pas étrangers au choix des moines du Mont dans l’élection de l’abbé Geoffroy de Servon en remplacement de Nicolas Le Vitrier. Nul religieux ne pouvait répondre plus efficacement aux exigences de la situation que celui sur lequel ils réunirent leurs suffrages, cinq mois après la vacance de la dignité pastorale de leur maison.
Issu de l’une des familles belliqueuses des barons du pays, Geoffroy de Servon justifiait, par sa fermeté et son audace, son origine chevaleresque. Bien que déjà promu au prieuré claustral de son couvent, ce gentilhomme avait conservé sous la bure monacale le cœur ardent de l’homme de guerre : aussi les Chroniques du Mont Saint-Michel avouent-elles qu’il était plus apte à commander à des soldats fougueux sur les murailles d’un donjon, qu’à des enfants d’obédience dans la vie contemplative des cloitres.
Le roi Charles V, qui appréciait l’importance du monastère du Mont Saint-Michel comme point stratégique, voulut à la fois témoigner au nouvel abbé le prix qu’il attachait à cette place, et lui en faciliter la défense, en l’en nommant capitaine, et, par les mêmes lettres, datées du 18 octobre 1364, il imposa à tous les habitants des paroisses dépendantes de cette abbaye l’obligation d’y faire la garde et le guet, à moins qu’ils n’eussent continué de remplir ce service militaire dans une forteresse plus voisine ; et, pour subvenir aux frais de la guerre, il ordonna, par patentes de la même année, que tous les marchands et trafiquants sur les terres du Mont Saint-Michel payassent à l’abbé 6 deniers par livre.
Geoffroy répondit à ces faveurs par un zèle et une prudence qui révélèrent en lui les talents militaires les plus distingués. Les usages religieux établis dans le Mont Saint-Michel, l’affluence de pèlerins que la dévotion conduisait journellement en ce lieu pouvaient servir de voile à quelque surprise de l’ennemi ; Geoffroy le sentit, et, outre plusieurs mesures d’ordre qu’il prit dans l’exercice de ses pouvoirs, il obtint de Charles V une lettre, sous la date du 17 décembre 1364, par laquelle défense était faite, sous peine de mort, à toute personne, de près ou de loin, noble ou autre, d’entrer dans l’abbaye portant couteaux pointus, épées ou dagues, à moins qu’ils ne fussent les frères du roi.
Ces prescriptions, que Bertrand Du Guesclin, lieutenant pour le roi de la province de Normandie, l’avait déjà autorisé à faire exécuter, furent de nouveau confirmées le 17 janvier 1365, par lettres royales lancées contre Jean Boudant, vicomte d’Avranches qui, au mépris de ces dispositions, s’était efforcé, accompagné de plusieurs autres seigneurs, de pénétrer dans le monastère, « quoique portant un grand coutel à pointe », ainsi que s’exprime la patente du souverain. Par une réclamation, qui décèle la même prudence, Geoffroy de Servon obtint encore du roi de faire détruire plusieurs maisons de la ville, qui, en cas d’attaque, pouvaient favoriser les assiégeants et nuire à la défense du monastère.
Quelle que fût la sagesse des mesures que la prudence avait dictées à Geoffroy, il ne tarda pas à s’apercevoir que les forces dont il pouvait disposer n’étaient pas suffisantes pour la sûreté de cette place, surtout le jour de la saint Michel, où le concours des pèlerins était tel que la surveillance habituelle ne pouvait mettre le monastère à l’abri d’une embûche. Il sentit donc la nécessité d’augmenter le nombre des chevaliers et des sergents d’armes qui devaient le service militaire à son abbaye. Ce fut dans ce but qu’il détacha plusieurs portions des domaines de son monastère, et qu’il les constitua en fiefs entre les mains de chevaliers qui devinrent ses vavassaux.
Le service des treize hommes d’armes, dû par ceux qui tenaient ces vavassoreries à foi et hommage, consistait à veiller à la porte du monastère, en temps de guerre, chaque fois que la possibilité d’une attaque réclamait leur présence. Un seul chevalier, relevé à chaque marée, s’acquittait pourtant habituellement de ce service, à l’exception de la saint Michel où tous devaient être présents à ce poste, la cuirasse au dos, le casque en tête, le gantelet au poing, la lance et le bouclier à la main, enfin armés de toutes pièces, et prêts à comprimer tout désordre.
Ce fut vers cette époque que Tiphaine Raguenel, fille du comte de la Bellière et épouse de Bertrand du Guesclin, se relira sur ce Mont, où celui-ci lui fit bâtir un manoir, avant de porter ses armes en Espagne. Raguenel y continua l’étude de l’astrologie qu'elle avait débuté à Dinan. Son époux lui avait laissé, à son départ, une somme 100,000 fl. : elle crut ne pouvoir en faire un meilleur usage que de les distribuer aux capitaines et soldats qui vinrent implorer sa bienfaisance dans sa retraite, en les exhortant à aller combattre sous les drapeaux de son mari. Elle ne quitta ce lieu qu’en 1374, époque à laquelle elle alla mourir à Dinan, où l’abbé du Mont Saint-Michel se rendit, selon ses vœux, pour célébrer solennellement ses obsèques.
Un nouveau désastre vint compliquer les difficultés, dont les éventualités menaçantes de la guerre entouraient les religieux et leur abbé. Le feu du ciel frappa de nouveau le monastère, et étendit ses ravages sur l’église et les dortoirs ; le clocher fut renversé, et les nouvelles cloches liquéfiées comme de la cire : plusieurs maisons de la ville furent réduites en cendres. Émule généreux de ses prédécesseurs, Geoffroy de Servon travailla sans relâche, quels que fussent les dangers auxquels l’exposaient les attaques incessantes de l’ennemi, à la réparation de ces ruines. Il rétablit dans leur ancien éclat les édifices de ce monastère, auxquels il ajouta même la petite chapelle de Sainte-Catherine, dressée sur l’emplacement occupé depuis par le logis abbatial.
Les frais causés par ces travaux, les dépenses nécessitées par un constant état de siège, et par le développement des forces militaires, n’épuisèrent pourtant pas tellement les ressources de cette communauté, que Geoffroy ne trouvât, dans l’administration de ses revenus, les moyens de compenser par des acquêts les démembrements que la constitution des fiefs avait fait éprouver aux domaines de l’abbaye, qui lui doit, outre plusieurs rentes, le fief de Brée en Donville, de la Meilleraye, de Craen en la baronnie de Saint-Pair, de Polerel, de Viel et de Montmirel en la baronnie de Genêts, de Palomb en la baronnie d’Ardevon, et de Touffon près le Prieuré de l'Abbayette. Plusieurs personnages secondèrent, par leurs libéralités, l’économie de cette administration.
Heureux des développements qu’au milieu de circonstances aussi compliquées n’avait cessé de prendre son abbaye, Geoffroy de Servon s’occupa, comme ses prédécesseurs, d’obtenir du souverain pontife la confirmation des biens et des privilèges dont jouissait sa communauté. L’église était alors affligée par le vingt-neuvième schisme, l’un des plus violents qui se fussent déchaînés contre elle. Le palais d’Avignon était occupé par l’antipape Clément VII, que le catholicisme place au nombre des antipapes. Ce fut à lui que l’abbé et les religieux du Mont Saint-Michel adressèrent leurs hommages, et dont ils réclamèrent la confirmation de leurs possessions.
Flatté de cette déférence, ce pontife ratifia non seulement leur requête, par une bulle du 11 mai 1385, mais leur témoigna une telle faveur, que, sur une autre supplique de Geoffroy, il investit de nouveau la dignité abbatiale du Mont Saint-Michel de tous les droits épiscopaux dont l’avait rehaussée Alexandre IV, autorisant le titulaire à officier pontificalement dans toutes les églises, et spécialement dans la cathédrale d’Avranches, en présence même de l’évêque ou du prélat métropolitain, sans requérir leur autorisation et, sur son ordre, Pierre Le Roy, alors abbé de Lessay, fulmina cette bulle dans Avranches, le 4 août 1385.
Les instances de l’évêque de ce diocèse, et de plusieurs autres prélats normands, obtinrent cependant de nouveau la réduction de ces privilèges. Geoffroy, nonobstant ce retrait de pouvoirs, ne laissa pas de faire fabriquer une mitre rayonnante de pierreries et, paré de cet ornement magnifique, n’en exerça cas moins ses droits dans toute l’étendue de son privilège.
À sa mort, le cercueil de Geoffroy de Servon fut solennellement déposé sous les dalles de son église abbatiale.